# František Kristián ze Šternberka
Jan František Kristián Filip hrabě ze Šternberka (německy Johann Franz Christian Philipp Graf von Sternberg; 5. března 1732 Vídeň – 14. května 1811 tamtéž) byl český šlechtic z hraběcího rodu Šternberků a tajný rada. V roce 1780 získal hrabství Manderscheid-Blankenheim v německém Eifelu.

## Život

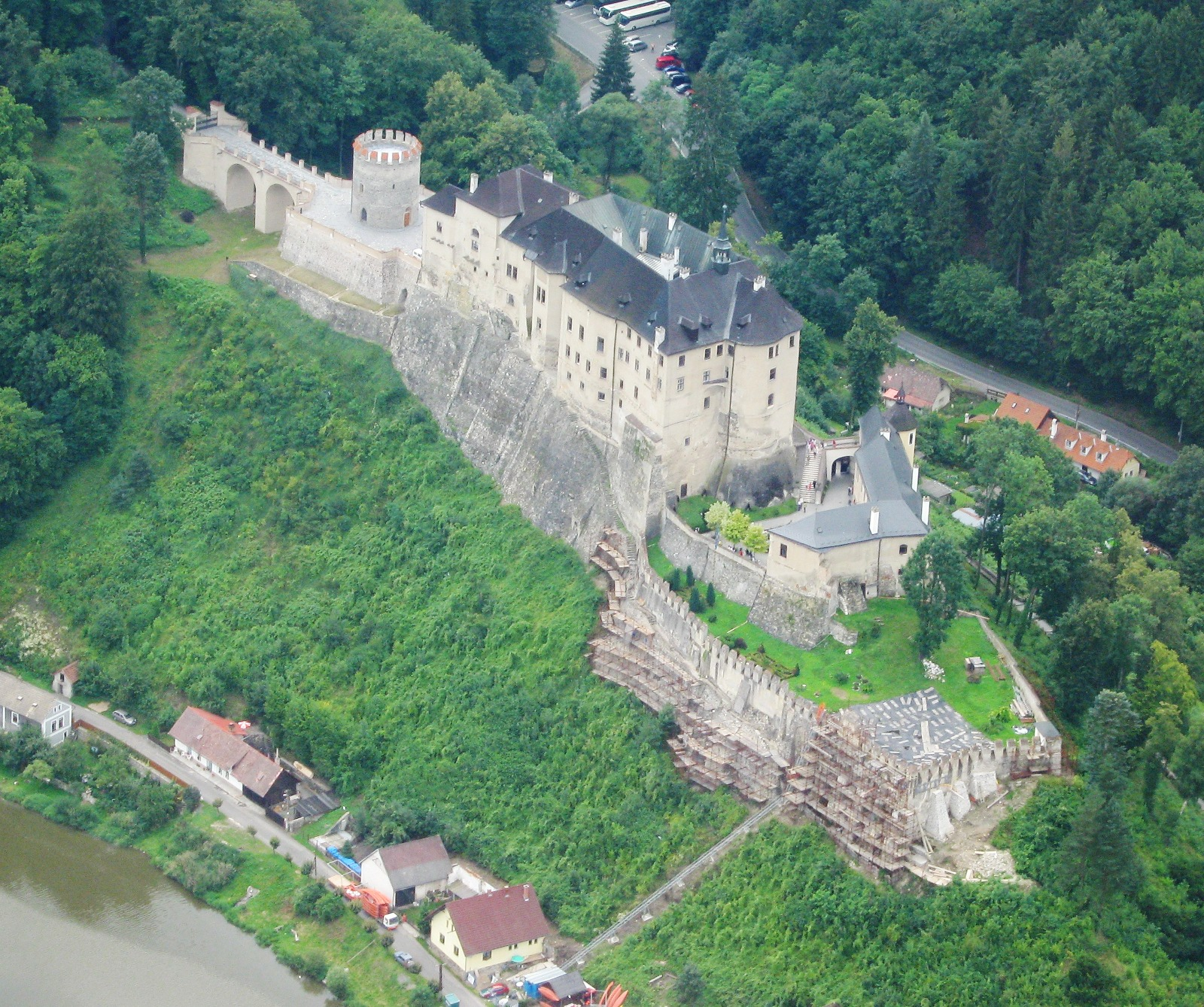
Hrad Český Šternberk

Narodil se jako nejstarší syn ze 6 dětí hraběte Františka Filipa ze Šternberka (1708–1786) a jeho manželky hraběnky Marie Eleonory Leopoldiny ze Starhembergu (1712–1800), nejstarší dcery hraběte Konráda Zikmunda ze Starhembergu (1689–1727) a jeho manželky Marie Leopoldiny z Löwenstein-Wertheim-Rochefortu (1689–1763).
Jeho otec František Filip byl diplomat a politik, český vyslanec u varšavského a drážďanského dvora, ministr Marie Terezie a od roku 1773 rytíř Řádu zlatého rouna. Jeho bratr Gundakar Tomáš (1737–1802) byl císařským rádcem ve Vídni, vyslancem v Petrohradě, nejvyšší štolba. Jeho sestra Marie Leopoldina (1733–1809) se dne 6. července 1750 ve Valticích provdala za Františka Josefa, 8. knížete z Lichtenštejna (1726–1781).
Kristián ze Šternberka v roce 1780 získal hrabství Manderscheid- Blankenheim v Eifelu a jeho dědicové užívali jméno Sternberg-Manderscheid. V roce 1790 se stal rytířem rakouského Řádu zlatého rouna. 

## Rodina

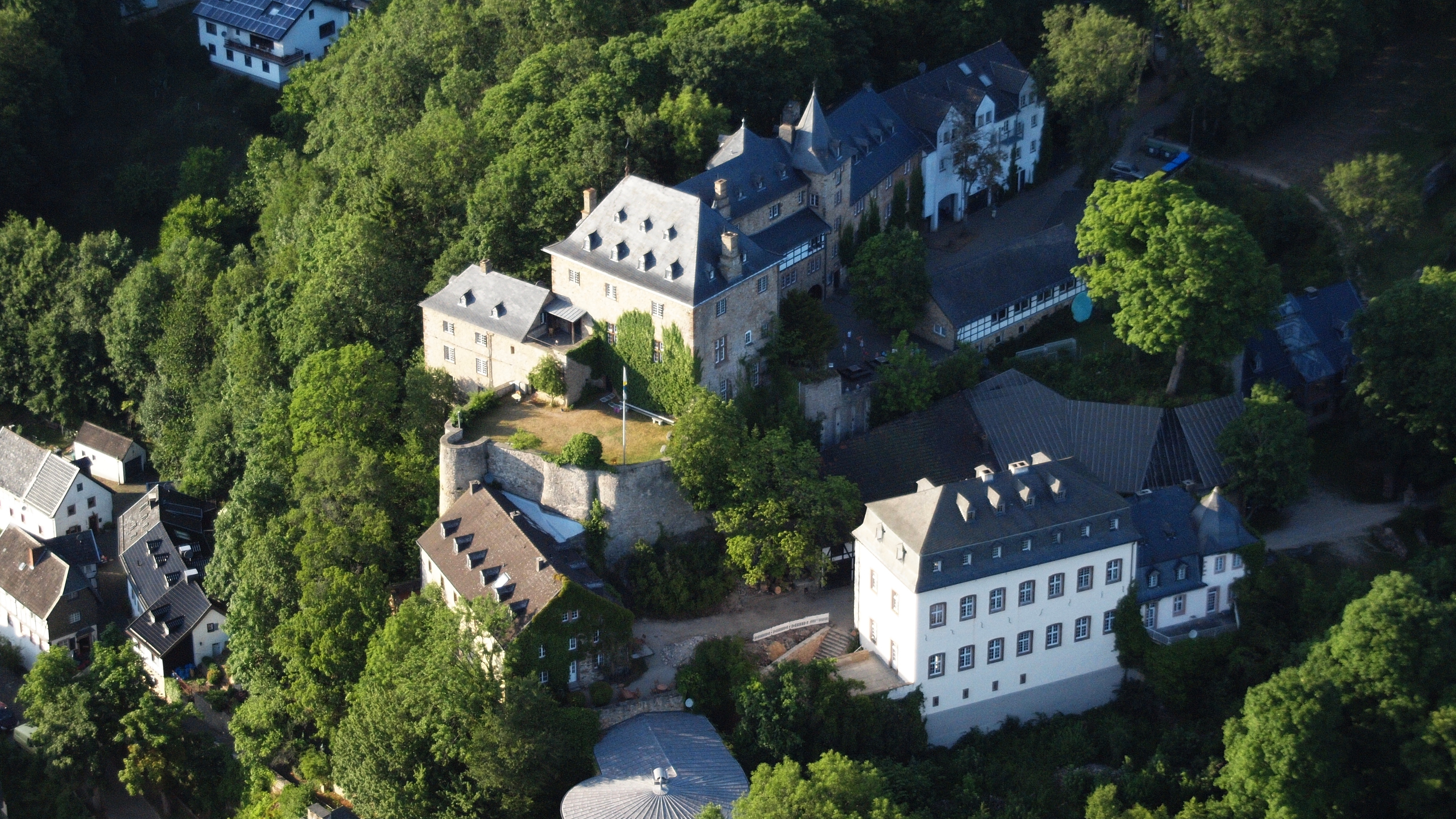
Zámek Blankenheim v pohoří Eifel

Kristián Filip ze Šternberka se 7. listopadu 1762 v Blankenheimu oženil s hraběnkou Augustou Doroteou z Manderscheid-Blankenheimu (28. ledna 1744, Kolín nad Rýnem – 19. listopadu 1811, Vídeň), dcerou hraběte Jana Viléma z Manderscheid-Blankenheimu (170728 1) a jeho manželky Luisy Františky ze Salm-Salmu (1725–1764). Začalo se jim říkat „hrabata ze Šternberka-Manderscheidu“. Měli 11 dětí, z nichž pouze tři dosáhly dospělosti:
- 1. Marie Leopoldina (1757–1768)
- 2. František Josef ze Šternberka-Manderscheidu (4. září 1763, Praha – 8. dubna 1830 tamtéž), 23. září 1787 se ve oženil Vídni s hraběnkou Marií Františkou ze Schönborn-Heusenstammu (28. července 1763, Vídeň – 25. října 1887 Praha), dcera hraběte Evžena Františka ze Schönborn-Heusenstammu (1727–1801); měli 5 dcer
- 3. Jan Vilém ze Šternberka-Manderscheidu (25. ledna 1765 – 27. října 1847, St. Germain-en-Laye), kanovník v Řezně a Pasově
- 4. Maxmilián (16. června 1766 – 23. června 1779)
- 5. Leopold (2. srpna 1767 – 27. září 1768)
- 6. Marie Augusta (19. listopadu 1768), řádová sestra
- 7. Marie Valpurga (11. května 1770, Praha – 16. června 1806, Düsseldorf), provdaná 4. února 1788 ve Vinoři za Konstantina III. ze Salm-Salmu (22. listopadu 1762 – 25. února 1828)
- 8. Kristiana (7. února 1773 – 21. března 1773)
- 9. Philip Nevius (7. února 1773 – 5. září 1778)
- 10. Jiří (23. října 1775 – 20. srpna 1787)
- 11. Josef (25. října 1776 – 7. prosince 1776)